# EA Pharma
Pour les articles homonymes, voir EA.
 (janvier 2023).
 (juin 2024).
EA Pharma est un groupe pharmaceutique à dimension internationale fondé en 2006 à Mougins. Le groupe est né de la fusion de plusieurs entités dans la santé et la nutrition.
EA Pharma développe, fabrique et commercialise une gamme de produits incluant des médicaments et des compléments alimentaires, avec un focus particulier sur la santé, la nutrition sportive, et l'oligothérapie.

## Historique
1948 : Création du Laboratoire des Granions, fabricant de médicaments d’oligothérapie.
1997-2004 : Lancement de la gamme de produits EAFIT, marque de nutrition sportive.
2006 : Création du groupe EA Pharma.
2010 : Acquisition  du Laboratoire Merle, société de cosmétiques naturels opérant sous la marque Foucaud.
2018 : Acquisition du Laboratoire français Nutrivercell avec la marque Duab.
2019 : Acquisition de la société Punch Power, marque française spécialisée dans la nutrition sportive naturelle et biologique, et acquisition de la marque Oligostim.
2020 : Acquisition du Laboratoire Labcatal, société spécialisée dans l’oligothérapie.
2021 : Acquisition du groupe pharmaceutique espagnol Drasanvi.
2022 : Acquisition de la société Stardea, spécialiste italien des compléments alimentaires.
2022 : EA Pharma se déploie en Asie et se lance sur le marché chinois des compléments alimentaires.
2023 : Acquisition de la société W Group, spécialiste américain des compléments alimentaires.

## Le groupe
- Équilibre Attitude (France)[2]
- Laboratoire des Granions (Monaco)[3].
- Laboratoire Merle (France)[4]
- Labcatal (France)[5]
- Drasanvi (Espagne, Costa Rica, Portugal, Pérou, Mexique, Chili)[6]
- Stardea (Italie) [7]
- W Group (États-Unis)[8]

## Activités
EA Pharma couvre les secteurs d'activités suivants :
- L'oligothérapie
- Les vitamines et minéraux
- La diététique
- La nutrition sportive et e-sportive
- La phytothérapie
- La cosmétique
- L'aromathérapie

## Produits phares
- OLIGOSTIM
- CHONDROSTEO
- DUAB
- EAFIT
- PUNCH POWER
- CONCEPTIO
- CYBERLAB
- FRICTION DE FOUCAUD